# Ophiobolus ulnosporus
Ophiobolus ulnosporus är en svampart som först beskrevs av Mordecai Cubitt Cooke, och fick sitt nu gällande namn av Pier Andrea Saccardo 1883. Ophiobolus ulnosporus ingår i släktet Ophiobolus och familjen Leptosphaeriaceae.   Inga underarter finns listade i Catalogue of Life.